# چوتزن
چوتزن (به لاتین: Chutzen) یک کوه در سوئیس است که در کانتون برن واقع شده‌است. چوتزن ۸۲۰ متر بالاتر از سطح دریا واقع شده‌است.